# 초남성성
초남성성은 남성의 고정관념적 행동을 과장하는 심리학적·사회학적 개념이다. 여기에는 신체적 강인함, 공격성, 남성의 성적 행동에 대한 강조 등이 포함된다. 임상심리학 분야에서는 1984년 도널드 L. 모셔(Donald L. Mosher)와 마크 서킨(Mark Sirkin)의 연구가 발표된 이후 이 용어가 사용되기 시작했다. 모셔와 서킨은 초남성성 또는 ‘마초 성격(macho personality)’을 세 가지 변수로 정의하였다.
- 여성에 대한 냉담한 성적 태도
- 폭력이 남성적이라는 믿음
- 위험을 흥미롭게 여기는 상황

모셔와 서킨은 이 세 가지 요소를 측정하기 위해 초남성성 척도(HMI)를 개발하였다. 연구에 따르면 초남성성은 여성에 대한 성적 및 신체적 폭력성과, 동성애자로 인식되는 남성에 대한 공격성과 관련이 있다. 또한 수감자들은 일반인 통제 집단보다 초남성성 점수가 더 높게 나타난다.

## 감정
초남성성은 일반적으로 폭력, 위험, 성적 공격성과 같은 외형적이고 신체적인 특성에 기반하여 인식되지만, 그러한 남성성을 구성하는 감정적 특성은 상대적으로 덜 주목받는다. 초남성적인 태도에는 감정 통제가 강인함의 표시로 포함되며, 특히 여성에 대한 감정적 무감각이나 냉담함은 ‘품성’을 드러내는 방식으로 여겨진다. 이는 극심한 스트레스나 감정의 동요 속에서도 침착함과 무표정을 유지하는 태도로 나타난다. 사회학자 토머스 셰프는 이러한 초남성적 냉정함에 대해 “품성이 있는 남성은 여성이나 아이처럼 울거나 흐느끼지 않는다”고 설명하였다.
남성들이 스스로 감정을 통제하려는 태도는 여성과의 소통 방식에도 큰 영향을 미쳤다. 벤지브, 샤르네츠키, 찬, 데니는 2012년에 발표한 연구에서 많은 남성들이 공감이나 감정 표현 같은 태도를 여성적인 것으로 간주하여 의도적으로 회피하거나 배제하는 경향이 있다고 서술했다. 셰프는 “초남성성의 패턴은 사람들 간의 연결보다는 경쟁으로 이어진다”고 말한다. 특히 여성과의 친밀하거나 감정적인 소통, 특히 갈등 상황에서는 초남성적인 남성이 감정적으로 철회하거나, 이른바 정서적 소통을 거부하는 모습을 보인다. 유사한 연구에서, 정서적 소통 행동에 대한 성별 간 차이는 남자아이들 사이에서 더 뚜렷하게 나타났는데, 이는 한 성(性)이 다른 성의 행동을 의식적 혹은 무의식적으로 부정하는 성별 대비 현상이 더 강하게 작용했음을 보여준다.
초남성성이 감정적 무관심을 물리적인 방식으로 드러내는 양상에 대해 셰프는 다음과 같이 설명한다. “사랑이나 연약한 감정들(슬픔, 두려움, 수치심, 특히 거절감이나 단절감에서 비롯되는 감정)을 억압하는 것은 침묵이나 감정 철회로 이어지거나, 반대로 분노의 표출과 노골적인 적대감으로 나타날 수 있다. 초남성성의 침착함과 냉정함은 결국 침묵과 폭력을 낳는 공식이 된다.”

## 시각 매체에서
벤지브, 샤르네츠키, 창, 데니는 매체 속 이미지가 초남성적 행동에 영향을 미치는 가장 중요한 요인이라고 지적하며, “결국, 매체는 문화적 규범을 반영할 뿐만 아니라 사회적 현실을 변화시킬 수 있다”고 주장한다. 이들은 초남성성의 신체적·감정적 요소가 광고, 헐리우드 영화, 비디오 게임 등에서 강한 이미지로 자주 재현된다고 보았다. 예를 들어, 광고에서 근육질의 남성이 여성을 압도하는 장면, 영화 속에서 여성의 감정적 호소에 흔들리지 않는 남성 캐릭터, 폭력을 중심으로 한 비디오 게임의 서사 등이 그것이다. 이러한 이미지들이 일상적으로 대중에게 노출됨으로써, 남성과 여성 모두가 의식적 혹은 무의식적으로 그 가치들을 재현하는 사회적 구조가 형성되고 있다는 것이다.
게임 산업에서는 게임 플레이하는 장면에서 자주 등장하는 환상적이고 폭력적인 상황, 그리고 캐릭터의 전형적인 디자인과 성격을 통해 초남성성이 주로 드러난다. 이들은 대개 근육질의 몸을 지니고, 대담하며 허세를 부리고 있으며, 무장을 하고 있다. “게임에서 여성 캐릭터와 행동 선택지는 현실적이지 않거나 성적으로 대상화된 경우가 대부분이며”, 라라 크로프트 같은 여성 캐릭터는 여성의 권한 강화를 상징하는 듯 보이지만 실상은 남성의 시선을 만족시키기 위한 환상에 불과하다.
게이 남성 문화에서도 초남성적 스타일은 뚜렷이 드러난다. 1970년대 게이 디스코 그룹인 빌리지 피플이나, 영화 《크루징》(1980)에서 묘사된 BDSM 게이 하위문화 등이 대표적이다. ‘초남성적’이라는 용어는 남성의 근육, 성기(음경과 고환) 등을 비현실적으로 크게 강조하는 성애 미술 스타일을 지칭하기도 한다. 이러한 초남성적 유형을 활용하는 게이 예술가로는 톰 오브 핀란드, 타가메 겐고로 등이 있다.
크리스턴 바버와 트리스턴 브리지스가 공동 집필한 「탈페미니즘 시대의 남성성 마케팅」이라는 글에서도 광고 속 초남성성 특성을 지적하고 있다. 남성용 위생 브랜드인 올드 스파이스는 욕조에 카우보이 차림으로 앉아 있는 아이제이아 무스타파의 이미지를 사용해 "당신의 남자가 남자답게 냄새나도록 하라("라는 문구와 함께 제품을 홍보했다. 바버와 브리지스는 이 광고가 남성적인 냄새라는 구분된 개념이 존재한다는 점을 암묵적으로 전제하고 있으며, 고정된 남성성 이미지를 강화한다는 점에서 문제적이라고 본다. 또한 무스타파를 카우보이로 묘사한 전략은, 거칠고 열심히 일하는 남성이라는 전형을 보여주어 남성들이 그처럼 보이고 싶도록 유도하려는 시도로 볼 수 있다.

## 여성에 미치는 영향
미디어는 성별화된 행동 양식을 형성하는 데 있어 여성에게도 강한 영향을 미친다. 남성 소비자들이 시각 미디어에서 정형화된 신체적·감정적 특성에 부합하려고 하는 것처럼, 여성들 역시 상상된 사회 규범에 순응하려는 함정에 빠지기 쉽다. 다만 미디어는 여성들에게 광고 속에 묘사된 순종적이고 복종적인 여성의 역할을 수행하도록 장려한다. 다시 말해, 이 체계는 여성이 남성의 폭력과 성적 냉담함의 중심 대상이 되도록 압박한다. 한 연구에서는 "광고에서 남성이 (특히 여성에게) 폭력적인 모습으로 묘사되는 것은 문제적이다. 광고 속 성 역할 묘사는 단지 제품을 판매하는 데 그치지 않고, 성 고정관념을 강화하고 남성과 여성의 행동 규범을 제시하기 때문"이라고 지적한다.

## 남성에 미치는 영향
사회적 기대는 남성과 여성으로 간주되는 성 역할의 형성을 촉진해 왔다. 그러나 이러한 성 역할은 남성의 정신 건강에 부정적인 영향을 미칠 수 있다. 남성이 정해진 남성성 기준을 충족하지 못할 경우, 이는 자주 불안감, 열등감, 전반적인 심리적 고통으로 이어질 수 있다. 일부는 특정 성 역할을 충족하지 못하면 자신이 속한 공동체 내에서 사회적 자본을 위협받을 수 있다고 여기기도 한다.

## 인종에 미치는 영향
학자들은 식민 지배자가 식민지 흑인을 미개하고 원시적이며 "비합리적인 비주체"로 인식한 것이 그들에게 가한 폭력을 정당화하는 수단이 되었으며, 이러한 인식의 유산은 오늘날 사회에서도 여전히 드러난다고 주장한다. 이에 대한 저항의 방식으로, 흑인 남성들은 사회로부터 강요된 무력감에 맞서기 위해 초남성성을 표출하기도 한다. 그러나 흑인 정체성과 남성성이 결합되면서 흑인 남성들이 스스로 형성할 수 있는 정체성이 지나치게 제한되었고, 이는 모든 흑인 남성을 본질적으로 폭력적이고 위험한 존재로 보는 부정적 고정관념을 지속시키고 있다. 또한 다른 학자들은 이러한 흑인 남성성에 대한 설명이 '적응적 반응'으로 간주되는 한편, 백인 중산층 남성성은 단순히 '남성성' 자체로 여겨진다는 점을 지적한다. 결국 이는 이상적인 남성성의 기준을 백인 남성성 중심으로 설정하게 되며, 흑인 남성성은 왜곡된 거울에 비친 결함 있는 모방물로 간주된다.
이러한 고정관념의 지속, 즉 흑인 남성에 대한 공격적이고 초남성적인 이미지의 지속은 젊은 아프리카계 미국인 남성들이 자라는 환경에 기인한다. 열악한 지역사회에서 성장한 청소년들은 폭력에 더욱 쉽게 노출되며, 이는 총기, 칼, 마약 등의 사용이 만연한 지역적 요인에 의해 뒷받침된다. 연구에 따르면 도시 지역에 거주하는 아프리카계 미국인 청소년의 45%에서 96%가 폭행부터 살인까지 다양한 형태의 지역사회 폭력을 목격한 경험이 있다. 이러한 폭력에 반복적으로 노출됨으로써, 공격적인 태도가 곧 권위를 유지하는 수단이라는 인식이 생겨나게 된다. 이러한 ‘권위를 쥐고 있어야 한다’는 감각은 흑인 남성 사이에서 초남성성의 형성으로 이어지게 된다.
환경 외에도, 아동의 성장에 결정적인 또 다른 요인은 주변의 부모나 어른들이다. 이들과의 관계는 청소년기의 성장과 발달에 큰 변수가 된다. 이 관계는 사회적 자본이라는 개념으로 측정되며, 이는 부모가 자녀와 함께 보내는 시간, 부모와 자녀 간의 친밀도, 그리고 자녀의 사회적 발달을 돕기 위해 제공되는 모든 요소들을 포함한다. 아동이 권위에 대해 어떤 인식을 가지게 되는지는 부모의 엄격함에 따라 결정되는 경우가 많다. 부모가 아들을 통제하고 남성다움에 대한 기대를 강요하는 방식으로 이러한 엄격함이 나타난다. 예를 들어, 아들에게 울지 말 것을 요구하거나, 문제를 스스로 해결하도록 하거나, 운동을 반드시 하도록 강요하는 경우가 있다. 엄격한 환경에서 자란 흑인 청소년 남성은 학업이나 사회적 측면에서는 더 나은 성과를 보이는 경향이 있지만, 동시에 나이가 들어갈수록 자신이 더 많은 권위를 가져야 한다고 믿는 경향도 있다. 아프리카계 미국인 가정이 다른 인종에 비해 더 엄격하다는 고정관념도 존재한다. 이러한 양육 방식은 어린 흑인 남성에게 감정을 억누르도록 만들며, 이는 '더 남자다워진다'는 잘못된 믿음에서 비롯된다. 예를 들어, 유명 배우 윌 스미스는 자신의 아들을 비전통적인 방식으로 양육한다. 그는 자녀를 다른 어른과 동등하게 대하며, 이를 통해 자녀가 과도한 권위를 추구하거나 강한 초남성성을 갖게 되는 것을 줄인다. 아티스트 도널드 글러버는 많은 흑인 남성이 초남성성으로 인해 느끼는 분노를 다음과 같이 표현했다. “흑인 남성은 초남성성과 끊임없이 씨름하고 있어요. 항상 강해야 한다는 생각이 우리를 짓누르고 있어요. 그건 우리가 성장하지 못하게 만들죠.”
마크 앤서니 닐은 그의 저서 Soul Babies: Black Popular Culture and the Post-Soul Aesthetic (2002)에서, 흑인 남성성이 미국의 흑인 민권 운동 시기에 통합된 흑인 정체성과 동의어가 되었다고 주장한다. 닐에 따르면, 초남성성은 백인 사회로부터 흑인 공동체에 가해지는 폭력에 맞서기 위한 방어적 수단으로서, 흑인 내부의 폭력으로 번역되었다. 이 시기 흑인 정체성과 남성성을 결합하기 위해, 흑인 게이와 여성들은 종종 노골적으로 배제되기도 했다. 이에 대해 휴이 P. 뉴턴은 흑인 정치 단체와 여성, 성소수자 구성원들 간의 연대를 강화하기 위해 한 편의 글을 썼다. 그는 이 글에서 초남성성이 폭력적 성향과 여성 및 게이 남성의 침묵을 조장하며, 이들이 흑인 정체성의 일부로 받아들여지는 것을 방해했다고 인정했다.

## 같이 보기
- 성역할
- 패권적 남성성(영어판)
- 저남성성(영어판)
- 마초이즘
- 남성 특권(영어판)
- 남성계
- 남성주의
- 남성성
- 해로운 남성성
- 정력